# Kiss Me Once
Kiss Me Once – dwunasty album studyjny australijskiej piosenkarki Kylie Minogue. Został wydany w dniu 14 marca 2014 r. przez Parlophone, jej pierwszy album studyjny od Aphrodite (2010). Został wydany przez Warner Bros. Records w Ameryce Północnej. Kiss Me Once Tour to trasa koncertowa promująca album.

## Lista utworów
| #   | Tytuł                                | Kompozytorzy                                                                   | Producent                     | Długość |
| --- | ------------------------------------ | ------------------------------------------------------------------------------ | ----------------------------- | ------- |
| 1.  | „Into the Blue”                      | Kelly Sheehan, Mike Del Rio, Jacob Kasher                                      | Del Rio, Sheehan              | 4:08    |
| 2.  | „Million Miles”                      | Chelcee Grimes, Daniel Davidsen, Peter Wallevik, Mich Hansen                   | Wallevik, Davidsen, Cutfather | 3:28    |
| 3.  | „I Was Gonna Cancel”                 | Pharrell Williams                                                              | Williams, Sheehan             | 3:32    |
| 4.  | „Sexy Love”                          | Wayne Hector, Autumn Rowe, Wallevik, Davidsen, Hansen                          | Davidsen, Wallevik, Cutfather | 3:31    |
| 5.  | „Sexercize”                          | Sia Furler, Marcus Lomax, Jordan Johnson, Stefan Johnson, Clarence             | The Monsters & The Strangerz  | 2:47    |
| 6.  | „Feels So Good”                      | Tom Aspaul                                                                     | MNEK, Wayne Wilkins           | 3:37    |
| 7.  | „If Only”                            | Ariel Rechtshaid, Justin Raisen, Daniel Nigro                                  | Rechtshaid                    | 3:21    |
| 8.  | „Les Sex”                            | Amanda Warner, Peter Wade Keusch, Joshua Walker, William Rappaport, Henri Lanz | Walker, GoodWill & MGI        | 3:47    |
| 9.  | „Kiss Me Once”                       | Furler                                                                         | Jesse Shatkin                 | 3:17    |
| 10. | „Beautiful” (feat. Enrique Iglesias) | Enrique Iglesias, Mark Taylor, Alex Smith, Samuel Preston                      | Taylor, Smith                 | 3:24    |
| 11. | „Fine”                               | Karen Poole, Chris Loco, Kylie Minogue                                         | Loco                          | 3:36    |

## Pozycje na listach
| Lista sprzedaży (2014)                      | Najwyższa pozycja |
| ------------------------------------------- | ----------------- |
| Australia (ARIA Charts)                     | 1                 |
| Austria (Ö3 Austria Top 40)                 | 14                |
| Belgia (Ultratop Flandria)                  | 10                |
| Belgia (Ultratop Walonia)                   | 13                |
| Kanada (Canadian Albums Chart)              | 15                |
| Chorwacja (HDU)                             | 10                |
| Czechy (ČNS IFPI)                           | 6                 |
| Dania (Tracklisten)                         | 20                |
| Niderlandy (MegaCharts)                     | 10                |
| Finlandia (Suomen virallinen lista)         | 24                |
| Francia (SNEP)                              | 10                |
| Njemcy (Media Control Charts)               | 9                 |
| Węgry (MAHASZ)                              | 1                 |
| Irlandia (Irish Albums Chart)               | 4                 |
| Włochy (FIMI)                               | 13                |
| Japonia (Oricon)                            | 40                |
| Nowa Zelandia (RIANZ)                       | 13                |
| Polska (ZPAV)                               | 25                |
| Szkocja (OCC)                               | 3                 |
| Hiszpania (PROMUSICAE)                      | 9                 |
| Szwajcaria (Schweizer Hitparade)            | 8                 |
| Wielka Brytania (UK Albums Chart)           | 2                 |
| Stany Zjednoczone (Billboard 200)           | 31                |
| Stany Zjednoczone (Dance/Electronic Albums) | 3                 |